# Andrea Andreen

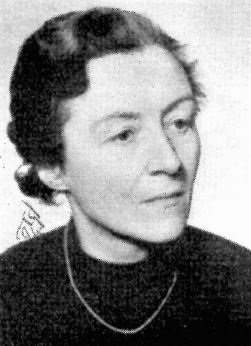
Andrea Andreen

Ellenor Andrea Andreen (Örby, Västra Götaland, 11 de juliol del 1888 - 20 d'abril del 1972) fou una metgessa, pacifista i feminista sueca. Es va especialitzar en el tractament de la diabetis. Fou una personalitat destacada del moviment femení suec: el 1945 era membre del consell de la Federació Democràtica Internacional de Dones, de la qual fou vicepresidenta. Va presidir la Svenska Kvinnors Vänsterförbund (Associació Sueca de Dones d'Esquerra) del 1946 al 1964. Com a gran defensora del desarmament nuclear, el 1953 va rebre el Premi Lenin de la Pau.

## Biografia
Nasqué l'11 de juliol del 1888 a Örby, comtat de Västra Götaland. Era filla del director de la fàbrica tèxtil Johan Walfrid Andreen. Estudià en l'institut femení de Göteborg i en el Hvitfeldtska gymnasiet el 1905. El 1909 es va casar amb el químic i premi Nobel Theodor Svedberg, amb qui va tenir dos fills, abans que la parella es divorciàs el 1914. Del 1937 al 1942 estigué casada amb el polític Nils Wohlin.

## Carrera mèdica
El 1909 estudià medicina en la Universitat d'Uppsala, però interrompé la carrera fins al 1917 i es llicencià en medicina en l'Institut Karolinska d'Estocolm el 1919. Es doctorà en medicina el 1933. Després de treballar com a metgessa d'hospital, el 1923 obrí un laboratori clínic per a fer proves de diabetis. També tenia una consulta privada, en què atenia principalment pacients amb diabetis.
Després de la introducció de la insulina el 1921, passà sis anys a l'Escola de Medicina de Harvard a Boston, on treballà amb Otto Folin al laboratori. Junt amb Elliott P. Joslin, aprengué a combinar el tractament amb insulina amb una dieta equilibrada. En tornar a Suècia, posà en pràctica aquest tractament amb els seus pacients diabètics.

## Pau i drets de les dones
Andrea Andreen fou elegida membre de la junta directiva de l'associació de dones Nya Idun el 1919 i més tard en fou vicepresidenta i presidenta. En la dècada dels 1930, pertanyia a Frisinnade Kvinnor (Dones Alliberades), col·laborà amb la revista de l'associació Tidevärvet i va promoure la higiene sexual. Més tard, l'organització es coneixia com a Svenska Kvinnors Vänsterförbund (Associació Sueca de Dones d'Esquerra). Va lluitar per la representació igualitària de dones i hòmens en les eleccions locals i estatals. Va presidir l'organització del 1946 al 1964. Fou pionera a impulsar la introducció de l'esport per a les dones.
El 1945, formà part del consell de la Federació Democràtica Internacional de Dones. Va ser una pacifista radical i s'oposà a l'armament nuclear suec. En els 1950, va participar en un comité internacional que investigava l'ús estatunidenc de la guerra biològica a la Xina i Corea. El 1953, rebé el Premi Lenin de la Pau.
Del 1967 al 1971, va dirigir la revista Vi Kvinnor (Nosaltres, dones). Com a membre activa de l'Associació Suecocoreana, l'elegiren presidenta honorífica el 1970.
Mor de càncer el 20 d'abril del 1972.